# Ophiothrix fragilis
Ophiothrix fragilis, conosciuta comunemente come stella serpente o stella serpentina, è una specie di Echinodermata della famiglia Ophiothricidae.

## Habitat e distribuzione

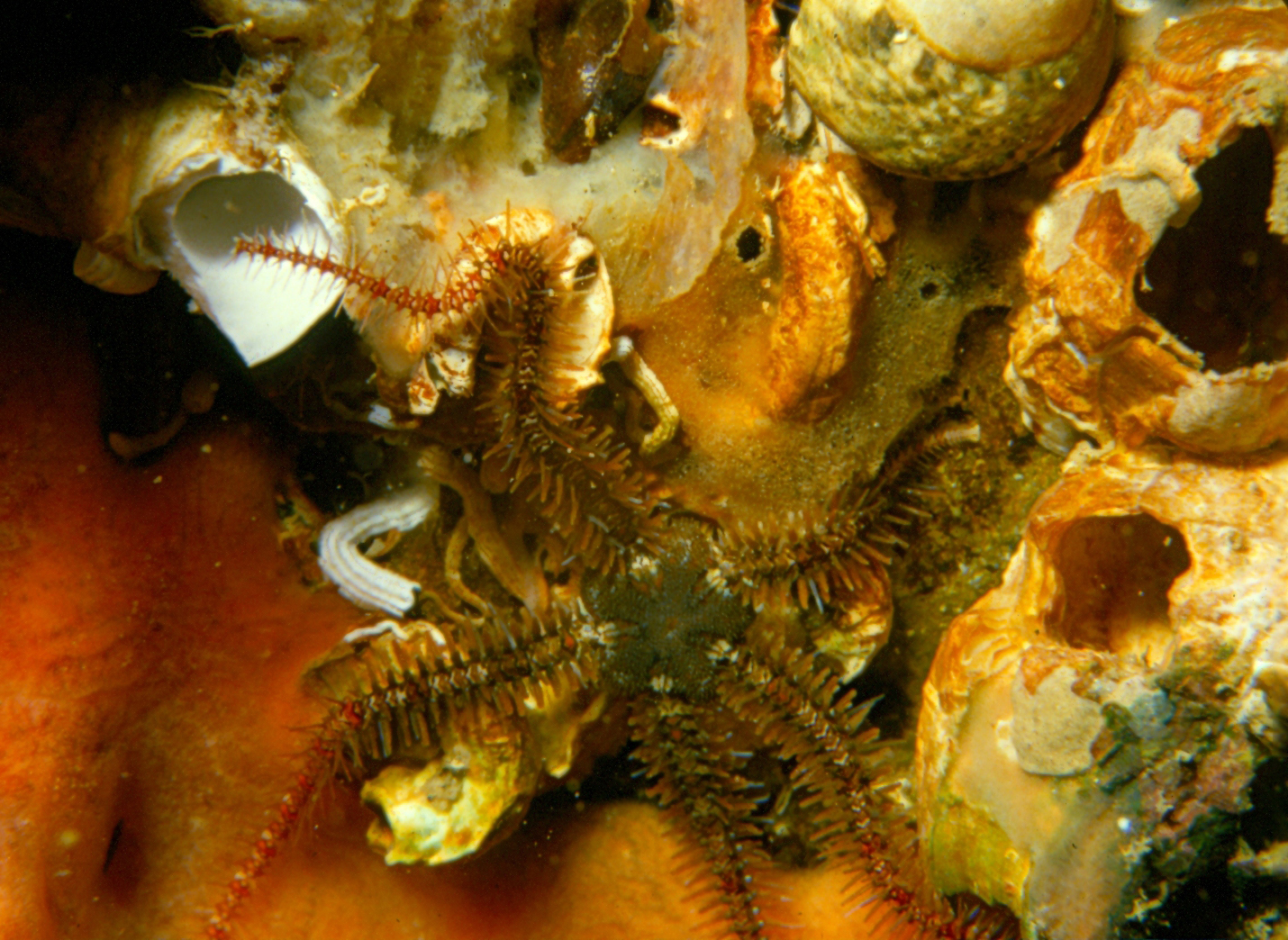

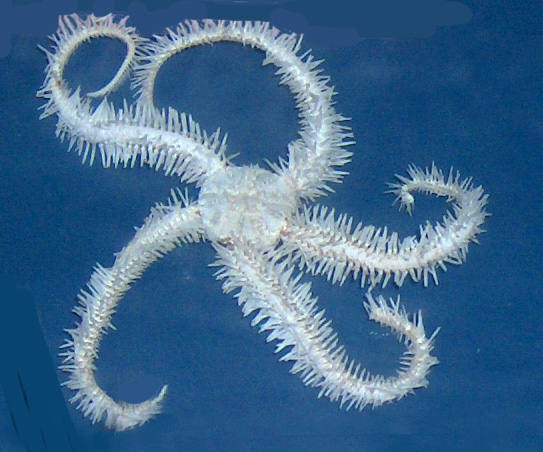

Comune nel Mar Mediterraneo e nell'Oceano Atlantico orientale, dalla Guinea e fino al Mare del Nord in prossimità della Scandinavia, fino ad oltre 500 metri di profondità su fondali sassosi, nelle praterie di Posidonia oceanica, su fondali mobili o, nel caso di esemplari giovani, sulle spugne.

## Descrizione
Colore variabile a seconda dell'ambiente in cui vive. Fino a 12 centimetri di diametro.

## Alimentazione
Si nutre di pesci morti o particelle sospese.

## Predatori
Preda tipica di Luidia ciliaris.